# Leptacinus sulcifrons
Leptacinus sulcifrons är en skalbaggsart som först beskrevs av Stephens 1833.  Leptacinus sulcifrons ingår i släktet Leptacinus, och familjen kortvingar. Enligt den finländska rödlistan är arten sårbar i Finland. Arten är reproducerande i Sverige. Artens livsmiljö är sandstränder vid Östersjön.